# Benjamín z Tudely
Benjamín z Tudely (hebrejsky בִּנְיָמִין מִטּוּדֶלָה), (cca 1130 Tudela, Navarra – 1173 Kastilie) byl španělský židovský cestovatel, který procestoval ve druhé polovině 12. století Evropu, Asii a severní Afriku.
V letech 1159–1173 podnikl cestu do Itálie, kterou prošel od severu na jih. Na lodi přeplul do Řecka a poté do Konstantinopole, odsud prošel Malou Asií do Sýrie, Palestiny a Iráku. Tam se opět nalodil a obeplul Arabský poloostrov do Rudého moře, kde po pevnině přešel do Káhiry v Egyptě. Odtud se přes Sicílii vrátil do Zaragozy. Po návratu sepsal cestopis, který popisuje navštívené země 100 let před Marcem Polem. Cestopis přináší zprávy i ze vzdálenějších zemích jako je Rusko, Indie a Čína. Zprávy o těchto zemích však nejsou příliš věrohodné. Cestopis se především pro jeho vzdělání a rozsáhlé znalosti jazyků stal důležitým dílem ve středověké geografii a židovské historii.
Někteří moderní historici oceňují jeho cestopis, především popisem každého dne života lidí ve 12. století. Původně byl napsán v hebrejštině, poté byl přeložen do latiny a později do většiny evropských jazyků. To vzbudilo hodně pozornosti učenců v 16. století, v období renesance.

## Dílo
- ADLER, Alkon. Jewish Travellers. Nové Dillí: Asian Educational Services, 1995. 391 s. Dostupné online. ISBN 978-8120609525. S. 38–63.